# Horizon Worlds
Meta Horizon Worlds (antes Facebook Horizon) es un Metaverso en Internet gratuito de realidad, con un sistema de creación de mundos y juegos integrado. Desarrollado y publicado por Meta Platforms para Meta Quest 20.

## Gameplay
El juego debe ser jugado con un casco de realidad virtual Oculus Rift S, Oculus Quest 2 o Meta Quest 2 utilizando movimiento completo en 3D mediante un sistema de captura de movimiento del casco de realidad virtual y dos Mandos con control de movimiento necesarios para interactuar con los objetos en el juego. Los jugadores pueden explorar el espacio a su alrededor limitado por el suelo físico de su zona de juego, pudiéndose desplazar más allá del límite utilizando los botones del mando para teletransportarse a una distancia corta o moviéndose de forma continua a través del espacio virtual. El mundo central (también conocido como "Plaza") incluye portales a lugares destacados.

## Desarrollo
El desarrollo de Meta Horizon Worlds (antes llamado Facebook Horizon) es una continuación de las aplicaciones anteriores de realidad virtual de Facebook (Oculus Rooms, Oculus Venues, y Facebook Spaces) centrado más en el contenido creado por usuarios. Facebook anunció Facebook Horizon como un mundo virtual en la conferencia Oculus Connect 6 en septiembre de 2019.
En agosto de 2020, Facebook anunció que más usuarios recibirían acceso a la fase beta sólo por invitación. En una entrevista con Scott Stein en enero de 2021 Andrew Bosworth, jefe de Facebook Reality Labs, admitió que las experiencias en Facebook Horizon no estaban listas para el público y expresó su preocupación de que ""Si no tienes... algo que lleve a mucha gente al sitio, entonces corres el riesgo de que no lo entiendan.
En agosto de 2021, Facebook lanzó la beta abierta de Horizon Workrooms, una aplicación de colaboración dirigida a equipos que gestionan entornos de trabajo remoto. La aplicación ofrece salas de reuniones virtuales, pizarras y videollamadas integradas para 50 personas.«Facebook launches VR remote work app, calling it a step to the 'metaverse'». CNBC (en inglés). 19 de agosto de 2021. Consultado el 25 de agosto de 2021.</ref>
El 7 de octubre de 2021 Facebook cambió el nombre de Facebook Horizon a Horizon Worlds Tras una fase beta restringida a invitación, el juego fue lanzado en EE. UU. y Canadá para personas mayores de 18 años el 9 de diciembre de 2021.
En 2022, Mark Zuckerberg declaró que la versión para teléfonos móviles de Horizon Worlds podría estar disponible para finales de 2022.
En 16 de agosto de 2022, Facebook amplió el lanzamiento de Horizon Worlds a España y Francia.

## Recepción
Cuando Horizon Worlds se anunció por primera vez en 2019 bajo el nombre Facebook Horizon, Josh escribiendo para TechCrunch lo comparó con otros Mundos virtuales sociales como Second Life, Los Sims, AltspaceVR, Dreams, Roblox, así como la"OASIS" descrita en la novela Ready Player One, mientras que Sam Machovech escribiendo para Ars Technica hizo hincapíe en las similitudes con Rec Room y VRChat. Machovech notó una diferencia clave con otros mundos virtuales sociales en el plan de Facebook de dejar a los empleados dar la bienvenida a los nuevos usuarios. Scott Stein escribió para CNET estaba de acuerdo con que "tal vez Horizon sea mejor que lo que Oculus tenía antes"; sin embargo, también observó que "hay muchas preguntas de realidad virtual social que Horizon deja sin respuesta".
David H. Freedman escribiendo para Newsweek trató de responer algunas preguntas prediciendo que el conocimiento de Facebook sobre el comportamiento en línea de los usuarios "explotará cuando alguien se ponga un auricular de Facebook". Esta predicción está respaldada por los planes públicos de Facebook de incluir captura de movimiento facial y seguimiento de ojos en los cascos futuros

### Base de usuarios
En febrero de 2022, Meta declaró que "Horizon Worlds" y "Horizon Venues" tenían una base de usuarios mensual total de 300 000 personas, que los usuarios habían creado 10 000 mundos dentro de Horizon Worlds y que su grupo privado de Facebook para creadores tenía más de 20 000 miembros.